# Франсоа Миго
Франсоа Миго (на френски: François Migault) е бивш пилот от Формула 1.
Роден на 4 декември 1944 година в Льо Ман, Франция.

## Формула 1
Франсоа Миго прави своя дебют във Формула 1 в Голямата награда на Великобритания през 1972 година. В световния шампионат записва 16 състезания като не успява да спечели точки.